# ژوزف جکسون لیستر
 ژوزف جکسون لیستر (انگلیسی: Joseph Jackson Lister؛ زاده ۱۱ ژانویه ۱۷۸۶ درگذشته ۲۴ اکتبر ۱۸۶۹) یک عینک‌ساز و فیزیک‌دان اهل انگلستان بود.